# Poule B de la Coupe du monde de rugby à XV 2023
La poule B de la Coupe du monde de rugby à XV 2023, qui se dispute en France du 8 septembre au 28 octobre 2023, comprend cinq équipes dont les deux premières se qualifient pour les quarts de finale de la compétition. Conformément au tirage au sort effectué le 14 décembre 2020 à Paris, les équipes d'Afrique du Sud (Chapeau 1), d'Irlande (Chapeau 2), d'Écosse (Chapeau 3), des Tonga (Chapeau 4) et de Roumanie (Chapeau 5) composent ce groupe B.

## Classement
| Rang | Pays           | J | V | N | D | Em | Ee | Bo | Bd | Pm  | Pe  | Diff | Pts |
| ---- | -------------- | - | - | - | - | -- | -- | -- | -- | --- | --- | ---- | --- |
| 1    | Irlande        | 4 | 4 | 0 | 0 | 27 | 5  | 3  | 0  | 190 | 46  | +144 | 19  |
| 2    | Afrique du Sud | 4 | 3 | 0 | 1 | 22 | 4  | 2  | 1  | 151 | 34  | +117 | 15  |
| 3    | Écosse         | 4 | 2 | 0 | 2 | 21 | 10 | 2  | 0  | 146 | 71  | +75  | 10  |
| 4    | Tonga          | 4 | 1 | 0 | 3 | 13 | 25 | 1  | 0  | 96  | 177 | -81  | 5   |
| 5    | Roumanie       | 4 | 0 | 0 | 4 | 4  | 43 | 0  | 0  | 32  | 287 | -255 | 0   |

|  | Qualifiés pour les quarts de finale, et pour la Coupe du monde 2027 |
|  | Éliminé, mais qualifié pour la Coupe du monde 2027                  |

## Les matchs
| 9 septembre 2023  | Irlande        | 82 - 8  | Roumanie | Stade de Bordeaux, Bordeaux            |
| 10 septembre 2023 | Afrique du Sud | 18 - 3  | Écosse   | Stade Vélodrome, Marseille             |
| 16 septembre 2023 | Irlande        | 59 - 16 | Tonga    | Stade de la Beaujoire, Nantes          |
| 17 septembre 2023 | Afrique du Sud | 76 - 0  | Roumanie | Stade de Bordeaux, Bordeaux            |
| 23 septembre 2023 | Afrique du Sud | 8 - 13  | Irlande  | Stade de France, Saint-Denis           |
| 24 septembre 2023 | Écosse         | 45 - 17 | Tonga    | Stade de Nice, Nice                    |
| 30 septembre 2023 | Écosse         | 84 - 0  | Roumanie | Stade Pierre-Mauroy, Villeneuve-d'Ascq |
| 1er octobre 2023  | Afrique du Sud | 49 - 18 | Tonga    | Stade Vélodrome, Marseille             |
| 7 octobre 2023    | Irlande        | 36 - 14 | Écosse   | Stade de France, Saint-Denis           |
| 8 octobre 2023    | Tonga          | 45 - 24 | Roumanie | Stade Pierre-Mauroy, Villeneuve-d'Ascq |

### Irlande - Roumanie
Homme du match :  Peter O'Mahony
Points marqués :

Irlande :
- 12 essais de Gibson-Park (5e), Keenan (12e), Beirne (17e, 84e), Aki (34e, 75e), Sexton (40e, 63e), Herring (46e), O'Mahony  (51e, 70e) et McCarthy (67e)
- 11 transformations de Sexton (5e, 12e, 34e, 40e, 46e, 51e, 63e) et Crowley (67e, 70e, 75e, 84e)

Roumanie :
- 1 essai de Rupanu (en) (3e)
- 1 pénalité de Rupanu  (21e)

Évolution du score : 0-5, 7-5, 14-5, 19-5, 19-8, 26-8, 33-8, 40-8, 47-8, 54-8, 61-8, 68-8, 75-8, 82-8.
Arbitre :  Nika Amashukeli
Touche :  Wayne Barnes /  Andrea Piardi 
Vidéo :  Brendon Pickerill (en)
Résumé : 
| Irlande Titulaires 15 Hugo Keenan 14 Keith Earls 13 Garry Ringrose 12 Bundee Aki 11 James Lowe 10 Jonathan Sexton 9 Jamison Gibson-Park 8 Caelan Doris 7 Peter O'Mahony 6 Tadhg Beirne 5 James Ryan 4 Joe McCarthy 3 Tadhg Furlong 2 Rob Herring 1 Andrew Porter Remplaçants 16 Rónan Kelleher 17 Jeremy Loughman 18 Tom O'Toole 19 Iain Henderson 20 Josh van der Flier 21 Conor Murray 22 Jack Crowley 23 Robbie Henshaw Entraîneur Andy Farrell |  | Roumanie Titulaires Marius Simionescu (en) 15 Nicolas Onuțu 14 Fonovai Tangimana (en) 13 Jason Tomane 12 Tevita Manumua (en) 11 Hinckley Vaovasa (en) 10 Gabriel Rupanu (en) 9 Cristian Chirică 8 Vlad Neculau (en) 7 Florian Roșu (en) 6 Ștefan Iancu (en) 5 Adrian Moțoc 4 Alexandru Gordaș 3 Ovidiu Cojocaru (en) 2 Iulian Hartig (en) 1 Remplaçants Florin Bărdașu (en) 16 Alexandru Savin (en) 17 Gheorghe Gajion 18 Marius Iftimiciuc 19 Dragoș Ser (en) 20 Alin Conache (en) 21 Tudor Boldor (en) 22 Taylor Gontineac 23 Entraîneur Eugen Apjok (en) |

### Afrique du Sud - Écosse
Homme du match :  Manie Libbok
Points marqués :

Afrique du Sud :
- 2 essais de du Toit (47e) et Arendse (49e)
- 1 transformation de de Klerk (49e)
- 2 pénalités de Libbok (14e, 25e)

Écosse :
- 1 pénalité de Russell (40e)

Évolution du score : 3-0, 6-0, 6-3, 11-3, 18-3
Arbitre :  Angus Gardner
Touche :  Nika Amashukeli /  Jordan Way (en) 
Vidéo :  Ben Whitehouse (en)
Résumé : 
| Afrique du Sud Titulaires 15 Damian Willemse 14 Kurt-Lee Arendse 13 Jesse Kriel 12 Damian de Allende 11 Cheslin Kolbe 10 Manie Libbok 9 Faf de Klerk 8 Jasper Wiese 7 Pieter-Steph du Toit 6 Siya Kolisi 5 Franco Mostert 4 Eben Etzebeth 3 Frans Malherbe 2 Malcolm Marx 1 Steven Kitshoff Remplaçants 16 Bongi Mbonambi 17 Ox Nché 18 Trevor Nyakane 19 RG Snyman 20 Marco van Staden 21 Duane Vermeulen 22 Grant Williams 23 Willie le Roux Entraîneur Jacques Nienaber |  | Écosse Titulaires Blair Kinghorn 15 Darcy Graham 14 Huw Jones 13 Sione Tuipulotu 12 Duhan van der Merwe 11 Finn Russell 10 Ben White 9 Jack Dempsey 8 Rory Darge 7 Jamie Ritchie 6 Grant Gilchrist 5 Richie Gray 4 Zander Fagerson 3 George Turner 2 Pierre Schoeman 1 Remplaçants David Cherry 16 Jamie Bhatti 17 WP Nel 18 Scott Cummings 19 Matt Fagerson 20 Ali Price 21 Cameron Redpath 22 Ollie Smith 23 Entraîneur Gregor Townsend |

### Irlande - Tonga
Homme du match :  Bundee Aki
Points marqués :

Irlande :
- 8 essais de Beirne (22e), Doris (25e), Hansen (34e), Sexton (38e), Lowe (60e), Aki (64e, 69e) et Herring (80e)
- 8 transformations de Sexton (22e, 25e, 34e, 38e) et Byrne (60e, 64e, 69e, 80e)
- 1 pénalité de Sexton (8e)

Tonga :
- 1 essai de V. Fifita (40e+8)
- 1 transformation de W. Havili (40e+8)
- 3 pénalités de W. Havili (17e, 25e, 44e)

Évolution du score : 3-0, 3-3, 10-3, 10-6, 17-6, 24-6, 31-6, 31-13, 31-16, 38-16, 45-16, 52-16, 59-16 
Arbitre :  Wayne Barnes
Touche :  Matthew Carley /  Craig Evans (en) 
Vidéo :  Tom Foley
Résumé : 
| Irlande · Titulaires · 15 Hugo Keenan · 14 Mack Hansen · 13 Garry Ringrose · 12 Bundee Aki · 11 James Lowe · 10 Jonathan Sexton · 9 Conor Murray · 8 Caelan Doris · 7 Josh van der Flier · 6 Peter O'Mahony 40e à 50e · 5 James Ryan · 4 Tadhg Beirne · 3 Tadhg Furlong · 2 Rónan Kelleher · 1 Andrew Porter · Remplaçants · 16 Rob Herring · 17 David Kilcoyne · 18 Finlay Bealham · 19 Iain Henderson · 20 Ryan Baird · 21 Craig Casey · 22 Ross Byrne · 23 Robbie Henshaw · Entraîneur · Andy Farrell |  | Tonga Titulaires Charles Piutau 15 Afusipa Taumoepeau 14 Malakai Fekitoa 13 Pita Ahki 12 Solomone Kata 11 William Havili 10 Augustine Pulu 9 Vaea Fifita 8 Sione Havili Talitui 7 Tanginoa Halaifonua 6 Leva Fifita 5 Sam Lousi 4 Ben Tameifuna 3 Paul Ngauamo 2 Siegfried Fisi'ihoi 1 Remplaçants Sam Moli 16 Tau Koloamatangi 17 Joe 'Apikotoa 18 Semisi Paea (en) 19 Solomone Funaki (en) 20 Sione Vailanu 21 Sonatane Takulua 22 Fine Inisi 23 Entraîneur Toutai Kefu |

### Afrique du Sud - Roumanie
Homme du match :  Makazole Mapimpi
Points marqués :

Afrique du Sud :
- 11 essais de Reinach (4e, 10e, 25e), Mapimpi (8e, 64e, 68e), Willemse (13e), Fourie (43e), Grant Williams (55e, 62e) et le Roux (74e)
- 7 transformations de Willemse (8e, 10e, 13e, 25e, 55e) et de Klerk (62e, 68e)

Roumanie : aucun
Évolution du score : 5-0, 12-0, 19-0, 26-0, 33-0, 38-0, 45-0, 52-0, 59-0, 64-0, 71-0, 76-0
Arbitre :  Mathieu Raynal
Touche :  Angus Gardner /  Pierre Brousset 
Vidéo :  Brett Cronan
Résumé : 
| Afrique du Sud Titulaires 15 Willie le Roux 14 Grant Williams 13 Canan Moodie 12 André Esterhuizen 11 Makazole Mapimpi 10 Damian Willemse 9 Cobus Reinach 8 Duane Vermeulen 7 Kwagga Smith 6 Marco van Staden 5 Marvin Orie 4 Jean Kleyn 3 Trevor Nyakane 2 Bongi Mbonambi 1 Ox Nché Remplaçants 16 Deon Fourie 17 Steven Kitshoff 18 Frans Malherbe 19 RG Snyman 20 Jasper Wiese 21 Jaden Hendrikse 22 Faf de Klerk 23 Jesse Kriel Entraîneur Jacques Nienaber |  | Roumanie Titulaires Marius Simionescu (en) 15 Tevita Manumua (en) 14 Jason Tomane (en) 13 Taylor Gontineac 12 Nicolas Onuțu 11 Hinckley Vaovasa (en) 10 Gabriel Rupanu (en) 9 Cristian Chirică 8 Vlad Neculau (en) 7 André Gorin 6 Marius Iftimiciuc 5 Adrian Moțoc 4 Alexandru Gordaș 3 Ovidiu Cojocaru (en) 2 Iulian Hartig (en) 1 Remplaçants Rob Irimescu 16 Alexandru Savin (en) 17 Thomas Crețu 18 Ștefan Iancu (en) 19 Damian Strătilă (en) 20 Cristi Boboc (en) 21 Alin Conache (en) 22 Gabriel Pop (en) 23 Entraîneur Eugen Apjok (en) |

### Afrique du Sud - Irlande
Homme du match :  Bundee Aki
Points marqués :

Afrique du Sud :
- 1 essai de Kolbe (52e)
- 1 pénalité de Libbok (5e)

Irlande :
- 1 essai de Hansen (34e)
- 1 transformation de Sexton (34e)
- 2 pénalités de Sexton (60e) et Crowley (78e)

Évolution du score : 3-0,  3-7, 8-7, 8-10, 8-13
Arbitre :  Ben O'Keeffe
Touche :  Mathieu Raynal /  James Doleman (en) 
Vidéo :  Brendon Pickerill (en)
Résumé : 
| Afrique du Sud Titulaires 15 Damian Willemse 14 Kurt-Lee Arendse 13 Jesse Kriel 12 Damian de Allende 11 Cheslin Kolbe 10 Manie Libbok 9 Faf de Klerk 8 Jasper Wiese 7 Pieter-Steph du Toit 6 Siya Kolisi 5 Franco Mostert 4 Eben Etzebeth 3 Frans Malherbe 2 Bongi Mbonambi 1 Steven Kitshoff Remplaçants 16 Deon Fourie 17 Ox Nché 18 Trevor Nyakane 19 Jean Kleyn 20 RG Snyman 21 Marco van Staden 22 Kwagga Smith 23 Cobus Reinach Entraîneur Jacques Nienaber |  | Irlande Titulaires Hugo Keenan 15 Mack Hansen 14 Garry Ringrose 13 Bundee Aki 12 James Lowe 11 Jonathan Sexton 10 Jamison Gibson-Park 9 Caelan Doris 8 Josh van der Flier 7 Peter O'Mahony 6 James Ryan 5 Tadhg Beirne 4 Tadhg Furlong 3 Rónan Kelleher 2 Andrew Porter 1 Remplaçants Dan Sheehan 16 David Kilcoyne 17 Finlay Bealham 18 Iain Henderson 19 Ryan Baird 20 Conor Murray 21 Jack Crowley 22 Robbie Henshaw 23 Entraîneur Andy Farrell |

### Écosse - Tonga
Homme du match :  Duhan van der Merwe
Points marqués :

Écosse :
- 7 essais de Turner (5e), van der Merwe (26e), Steyn (30e), Darge (40e+2), Horne (54e), Kinghorn (68e) et Graham (80e+2)
- 5 transformations de Russell (5e, 40e+2, 54e, 68e, 80e+2)

Tonga:
- 2 essais de Kata (20e) et Tameifuna (44e)
- 2 transformations de W. Havili (20e, 44e)
- 1 pénalité de W. Havili (10e)

Évolution du score : 7-0, 7-3, 7-10, 12-10, 17-10, 24-10, 24-17, 31-17, 38-17, 45-17 
Arbitre :  Karl Dickson
Touche :  Nika Amashukeli /  Craig Evans (en) 
Vidéo :  Ben Whitehouse (en)
Résumé : 
| Écosse Titulaires 15 Blair Kinghorn 14 Kyle Steyn 13 Chris Harris 12 Sione Tuipulotu 11 Duhan van der Merwe 10 Finn Russell 9 Ben White 8 Jack Dempsey 7 Rory Darge 6 Jamie Ritchie 5 Scott Cummings 4 Richie Gray 3 Zander Fagerson 2 George Turner 1 Rory Sutherland Remplaçants 16 Ewan Ashman 17 Pierre Schoeman 18 WP Nel 19 Sam Skinner 20 Matt Fagerson 21 George Horne 22 Huw Jones 23 Darcy Graham Entraîneur Gregor Townsend |  | Tonga Titulaires Charles Piutau 15 Solomone Kata 14 Malakai Fekitoa 13 Pita Ahki 12 Afusipa Taumoepeau 11 William Havili 10 Augustine Pulu 9 Vaea Fifita 8 Sione Havili Talitui 7 Tanginoa Halaifonua 6 Sam Lousi 5 Leva Fifita 4 Ben Tameifuna 3 Paula Ngauamo 2 Siegfried Fisi'ihoi 1 Remplaçants Sam Moli16 Tau Koloamatangi 17 Joe 'Apikotoa 18 Adam Coleman 19 Semisi Paea (en) 20 Sione Vailanu 21 Sonatane Takulua 22 Patrick Pellegrini 23 Entraîneur Toutai Kefu |

### Écosse - Roumanie
Homme du match :  Darcy Graham
Points marqués :

Écosse : 
- 12 essais de Watson (9e), Price (17e), Graham (21e, 35e, 40e, 77e), Fagerson (39e), Harris (46e), Smith (54e), Healy (58e), Matthews (71e) et Darge (73e)
- 12 transformations de Healy (10e, 18e, 22e, 36e, 39e, 40e, 47e, 55e, 59e, 71e, 78e) et Horne (73e)

Roumanie : aucun
Évolution du score : 7-0, 14-0, 21-0, 28-0, 35-0, 42-0, 49-0, 56-0, 63-0, 70-0, 77-0, 84-0
Arbitre :  Wayne Barnes
Touche :  Angus Gardner /  James Doleman (en) 
Vidéo :  Brendon Pickerill (en)
Résumé : 
| Écosse Titulaires 15 Ollie Smith 14 Darcy Graham 13 Chris Harris 12 Cameron Redpath 11 Kyle Steyn 10 Ben Healy 9 Ali Price 8 Matt Fagerson 7 Hamish Watson 6 Luke Crosbie 5 Grant Gilchrist 4 Sam Skinner 3 Javan Sebastian 2 Ewan Ashman 1 Jamie Bhatti Remplaçants 16 Johnny Matthews 17 Rory Sutherland 18 WP Nel 19 Scott Cummings 20 Rory Darge 21 George Horne 22 Blair Kinghorn 23 Huw Jones Entraîneur Gregor Townsend |  | Roumanie Titulaires Marius Simionescu (en) 15 Sioeli Lama (en) 14 Jason Tomane (en) 13 Fonovai Tangimana (en) 12 Taliauli Sikuea (en) 11 Alin Conache (en) 10 Gabriel Rupanu (en) 9 Cristian Chirică 8 Dragoș Ser (en) 7 Florian Roșu (en) 6 Ștefan Iancu (en) 5 Adrian Moțoc 4 Gheorghe Gajion 3 Rob Irimescu 2 Alexandru Savin (en) 1 Remplaçants Florin Bărdașu (en) 16 Iulian Hartig (en) 17 Costel Burțilă 18 Marius Iftimiciuc 19 Damian Strătilă (en) 20 Florin Surugiu (en) 21 Tudor Boldor (en) 22 Nicolas Onuțu 23 Entraîneur Eugen Apjok (en) |

### Afrique du Sud - Tonga
Homme du match :  Deon Fourie
Points marqués :

Afrique du Sud :
- 7 essais de Reinach (5e), Moodie (20e), Fourie (32e), Kriel (49e), le Roux (58e), van Staden (63e) et Smith (81e)
- 7 transformations de Pollard (5e, 20e, 32e, 49e) et Libbok (58e, 63e, 81e)

Tonga :
- 3 essais de Tameifuna (38e), Inisi (53e) et Pellegrini (73e)
- 1 pénalité de W. Havili (3e)

Évolution du score : 0-3, 7-3, 14-3, 21-3, 21-8, 28-8, 28-13, 35-13, 42-13, 42-18, 49-18
Arbitre :  Luke Pearce
Touche :  Matthew Carley /  Christophe Ridley (en) 
Vidéo :  Brett Cronan
Résumé : 
| Afrique du Sud Titulaires 15 Willie le Roux 14 Grant Williams 13 Canan Moodie 12 André Esterhuizen 11 Makazole Mapimpi 10 Handré Pollard 9 Cobus Reinach 8 Jasper Wiese 7 Duane Vermeulen 6 Siya Kolisi 5 Marvin Orie 4 Eben Etzebeth 3 Vincent Koch 2 Deon Fourie 1 Ox Nché Remplaçants 16 Marco van Staden 17 Steven Kitshoff 18 Trevor Nyakane 19 Franco Mostert 20 Kwagga Smith 21 Jaden Hendrikse 22 Jesse Kriel 23 Manie Libbok Entraîneur Jacques Nienaber |  | Tonga Titulaires Charles Piutau 15 Fine Inisi 14 Malakai Fekitoa 13 Pita Ahki 12 Anzelo Tuitavuki 11 William Havili 10 Augustine Pulu 9 Semisi Paea (en) 8 Sione Havili Talitui 7 Tanginoa Halaifonua 6 Sam Lousi 5 Leva Fifita 4 Ben Tameifuna 3 Paul Ngauamo 2 Siegfried Fisi'ihoi 1 Remplaçants Sam Moli 16 Tau Koloamatangi 17 Joe 'Apikotoa 18 Adam Coleman 19 Sione Vailanu 20 Sonatane Takulua 21 Patrick Pellegrini 22 Afusipa Taumoepeau 23 Entraîneur Toutai Kefu |

### Irlande - Écosse
Homme du match :  Jamison Gibson-Park
Points marqués :

Irlande :
- 6 essais de Lowe (3e), Keenan (27e, 40e), Henderson (33e), Sheehan (45e) et Ringrose (59e)
- 3 transformations de Sexton (27e, 33e, 40e)

Écosse :
- 2 essais de Ashman (65e) et Price (66e)
- 2 transformations de Russell (65e, 66e)

Évolution du score : 5-0, 12-0, 19-0, 26-0, 31-0, 36-0, 36-7, 36-14
Arbitre :  Nic Berry
Touche :  Wayne Barnes /  Jordan Way (en) 
Vidéo :  Brett Cronan
Résumé : 
| Irlande Titulaires 15 Hugo Keenan 14 Mack Hansen 13 Garry Ringrose 12 Bundee Aki 11 James Lowe 10 Jonathan Sexton 9 Jamison Gibson-Park 8 Caelan Doris 7 Josh van der Flier 6 Peter O'Mahony 5 Iain Henderson 4 Tadhg Beirne 3 Tadhg Furlong 2 Dan Sheehan 1 Andrew Porter Remplaçants 16 Rónan Kelleher 17 David Kilcoyne 18 Finlay Bealham 19 James Ryan 20 Jack Conan 21 Conor Murray 22 Jack Crowley 23 Stuart McCloskey Entraîneur Andy Farrell |  | Écosse Titulaires Blair Kinghorn 15 Darcy Graham 14 Huw Jones 13 Sione Tuipulotu 12 Duhan van der Merwe 11 Finn Russell 10 Ali Price 9 Jack Dempsey 8 Rory Darge 7 Jamie Ritchie 6 Grant Gilchrist 5 Richie Gray 4 Zander Fagerson 3 George Turner 2 Pierre Schoeman 1 Remplaçants Ewan Ashman 16 Rory Sutherland 17 WP Nel 18 Scott Cummings 19 Matt Fagerson 20 Luke Crosbie 21 George Horne 22 Ollie Smith 23 Entraîneur Gregor Townsend |

### Tonga - Roumanie
Homme du match :  George Moala
Points marqués :

Tonga :
- 7 essais de Kata (12e, 67e), Moala (16e), Taumoepeau (23e), Vailanu (50e), Ahki (63e) et Taumoefolau (72e)
- 5 transformations de W. Havili (12e, 15e, 23e, 50e, 63e)

Roumanie :
- 3 essais de Boboc (en), Surugiu (en) (36e) et Simionescu (en) (55e)
- 3 transformations de Conache (en) (31e, 36e, 55e)
- 1 pénalité de Conache (19e)

Évolution du score : 7-0, 14-0, 14-3, 21-3, 21-10, 21-17, 28-17, 28-24, 35-24, 40-24, 45-24
Arbitre :  Angus Gardner
Touche :  Mathieu Raynal /  Christophe Ridley (en) 
Vidéo :  Ben Whitehouse (en)
Résumé : 
| Tonga Titulaires 15 Charles Piutau 14 Solomone Kata 13 George Moala 12 Pita Ahki 11 Afusipa Taumoepeau 10 William Havili 9 Sonatane Takulua 8 Sione Vailanu 7 Sione Havili Talitui 6 Semisi Paea (en) 5 Adam Coleman 4 Leva Fifita 3 Ben Tameifuna 2 Paula Ngauamo 1 Siegfried Fisi'ihoi Remplaçants 16 Sione Anga'aelangi 17 Paula Latu 18 Siate Tokolahi 19 Steve Mafi 20 Penitoa Finau 21 Manu Paea 22 Patrick Pellegrini 23 Kyren Taumoefolau Entraîneur Toutai Kefu |  | Roumanie Titulaires Marius Simionescu (en) 15 Nicolas Onuțu 14 Tevita Manumua (en) 13 Fonovai Tangimana (en) 12 Taliauli Sikuea (en) 11 Alin Conache (en) 10 Florin Surugiu (en) 9 André Gorin 8 Cristi Boboc (en) 7 Vlad Neculau (en) 6 Marius Iftimiciuc 5 Adrian Moțoc 4 Alexandru Gordaș 3 Ovidiu Cojocaru (en) 2 Alexandru Savin (en) 1 Remplaçants Rob Irimescu 16 Iulian Hartig (en) 17 Costel Burțilă 18 Florian Roșu (en) 19 Damian Strătilă (en) 20 Gabriel Rupanu (en) 21 Alexandru Bucur (en) 22 Mihai Graure 23 Entraîneur Eugen Apjok (en) |